# Дряново (област Хасково)
Вижте пояснителната страница за други значения на Дряново.
Дряново е село в Южна България. То се намира в община Симеоновград, област Хасково.

## География и климат
Разположението на селото е много добро в климатично отношение. То е разположено в самия край на горнотрайкийската низина и в северозападните склонове на планината Сакар. Близостта на р. Марица, по коритото на която от юг през хладните месеци се наблюдават средиземноморски прониквания на въздушни маси, определя климата като сравнително мек. Зимите са топли, с кратко задържане на снежната покривка. В близост до селото се намират голям брой язовири и водоеми. Също така има (все още) и остатъци от гори. Природата е сравнително добре запазена, въпреки голямото количество обработваеми земи. За отбелязване е също, че близо до селото преминава древен римски път. С него за жалост са свързани и доста честите набези на иманяри в последните години.

## История
Селото е много старо, и името му дори и по времето на османската власт, остава непроменено. Изцяло населено с етнически Българи, без никакво примесване с малцинствени прослойки. В селото има и стара църква, която е възстановена. Възстановено е и старото читалище.

## Население
Численост
Численост на населението според преброяванията през годините:
| \| Година на преброяване \| Численост \| \| --------------------- \| --------- \| \| 1934 \| 1102 \| \| 1946 \| 1193 \| \| 1956 \| 1133 \| \| 1965 \| 952 \| \| 1975 \| 766 \| \| 1985 \| 499 \| \| 1992 \| 372 \| \| 2001 \| 266 \| \| 2011 \| 164 \| \| 2021 \| 102 \| |           |
| Година на преброяване | Численост |
| 1934 | 1102      |
| 1946 | 1193      |
| 1956 | 1133      |
| 1965 | 952       |
| 1975 | 766       |
| 1985 | 499       |
| 1992 | 372       |
| 2001 | 266       |
| 2011 | 164       |
| 2021 | 102       |

### Етнически състав
Преброяване на населението през 2011 г.
Численост и дял на етническите групи според преброяването на населението през 2011 г.:
|                     | Численост | Дял (в %) |
| Общо                | 164       | 100,00    |
| Българи             | 152       | 92,68     |
| Турци               |           |           |
| Цигани              | 8         | 4,87      |
| Други               | 0         | 0,00      |
| Не се самоопределят | 4         | 2,43      |
| Неотговорили        | 0         | 0,00      |